# Central Hockey League 2000/01
Die Saison 2000/01 war die neunte reguläre Saison der Central Hockey League. Die zwölf Teams sollten in der regulären Saison je 70 Begegnungen absolvieren, jedoch musste der Spielplan aufgrund des finanziellen Rückzugs der Border City Bandits umgestellt werden. Die Central Hockey League wurde in zwei Divisions ausgespielt. Das punktbeste Team der regulären Saison waren die Oklahoma City Blazers, die in den Play-offs zum zweiten Mal den Ray Miron Cup gewannen.

## Teamänderungen
Folgende Änderungen wurden vor Beginn der Saison vorgenommen:
- Die Border City Bandits wurden als Expansionsteam in die Liga aufgenommen und stellten noch im Saisonverlauf den Spielbetrieb wieder ein.
- Die Huntsville Channel Cats änderten ihren Namen in Huntsville Tornado.

## Reguläre Saison

### Abschlusstabellen
Abkürzungen: GP = Spiele, W = Siege, L = Niederlagen, T = Unentschieden, OTL = Niederlage nach Overtime, GF = Erzielte Tore, GA = Gegentore, Pts = Punkte
| Eastern Division      | GP | W  | L  | SOL | GF  | GA  | Pts |
| --------------------- | -- | -- | -- | --- | --- | --- | --- |
| Memphis RiverKings    | 70 | 43 | 21 | 6   | 296 | 236 | 92  |
| Columbus Cottonmouths | 70 | 41 | 21 | 8   | 248 | 199 | 90  |
| Fayetteville Force    | 70 | 31 | 30 | 9   | 216 | 243 | 71  |
| Indianapolis Ice      | 70 | 31 | 32 | 7   | 239 | 260 | 69  |
| Huntsville Tornado    | 70 | 31 | 36 | 3   | 217 | 275 | 65  |
| Macon Whoopee         | 70 | 23 | 36 | 11  | 218 | 262 | 57  |

| Western Division      | GP | W  | L  | SOL | GF  | GA  | Pts |
| --------------------- | -- | -- | -- | --- | --- | --- | --- |
| Oklahoma City Blazers | 70 | 48 | 19 | 3   | 273 | 185 | 99  |
| San Antonio Iguanas   | 70 | 42 | 21 | 7   | 288 | 229 | 91  |
| Topeka Scarecrows     | 69 | 38 | 23 | 8   | 256 | 245 | 84  |
| Tulsa Oilers          | 70 | 36 | 26 | 8   | 259 | 250 | 80  |
| Wichita Thunder       | 70 | 30 | 32 | 8   | 251 | 251 | 68  |
| Border City Bandits   | 51 | 11 | 36 | 4   | 132 | 283 | 26  |

## Ray-Miron-Cup-Playoffs
| Ray-Miron-Cup-Viertelfinale | Ray-Miron-Cup-Viertelfinale | Ray-Miron-Cup-Viertelfinale |    |                       | Ray-Miron-Cup-Halbfinale | Ray-Miron-Cup-Halbfinale | Ray-Miron-Cup-Halbfinale |  |  | Ray-Miron-Cup-Finale | Ray-Miron-Cup-Finale | Ray-Miron-Cup-Finale |
|                             |                             |                             |    |                       |                          |                          |                          |  |  |                      |                      |                      |
| E1                          | Memphis RiverKings          | 3                           |    |                       |                          |                          |                          |  |  |                      |                      |                      |
| E4                          | Indianapolis Ice            | 0                           |    |                       |                          |                          |                          |  |  |                      |                      |                      |
| E4                          | Indianapolis Ice            | 0                           | E1 | Memphis RiverKings    | 1                        |                          |                          |  |  |                      |                      |                      |
|                             |                             |                             | E1 | Memphis RiverKings    | 1                        |                          |                          |  |  |                      |                      |                      |
|                             | E2                          | Columbus Cottonmouths       | 3  |                       |                          |                          |                          |  |  |                      |                      |                      |
| E2                          | E2                          | Columbus Cottonmouths       | 3  | Columbus Cottonmouths | 3                        |                          |                          |  |  |                      |                      |                      |
| E2                          |                             |                             |    | Columbus Cottonmouths | 3                        |                          |                          |  |  |                      |                      |                      |
| E3                          | Fayetteville Force          | 2                           |    |                       |                          |                          |                          |  |  |                      |                      |                      |
| E3                          | Fayetteville Force          | 2                           | E2 | Columbus Cottonmouths | 1                        |                          |                          |  |  |                      |                      |                      |
|                             |                             |                             |    | Columbus Cottonmouths | 1                        |                          |                          |  |  |                      |                      |                      |
|                             | W1                          | Oklahoma City Blazers       | 4  |                       |                          |                          |                          |  |  |                      |                      |                      |
| W1                          | W1                          | Oklahoma City Blazers       | 4  | Oklahoma City Blazers | 3                        |                          |                          |  |  |                      |                      |                      |
| W1                          |                             |                             |    | Oklahoma City Blazers | 3                        |                          |                          |  |  |                      |                      |                      |
| W4                          | Tulsa Oilers                | 0                           |    |                       |                          |                          |                          |  |  |                      |                      |                      |
| W4                          | Tulsa Oilers                | 0                           | W1 | Oklahoma City Blazers | 3                        |                          |                          |  |  |                      |                      |                      |
|                             |                             |                             | W1 | Oklahoma City Blazers | 3                        |                          |                          |  |  |                      |                      |                      |
|                             | W2                          | San Antonio Iguanas         | 2  |                       |                          |                          |                          |  |  |                      |                      |                      |
| W2                          | W2                          | San Antonio Iguanas         | 2  | San Antonio Iguanas   | 3                        |                          |                          |  |  |                      |                      |                      |
| W2                          |                             |                             |    | San Antonio Iguanas   | 3                        |                          |                          |  |  |                      |                      |                      |
| W3                          | Topeka Scarecrows           | 1                           |    |                       |                          |                          |                          |  |  |                      |                      |                      |

## Vergebene Trophäen
| Auszeichnung                                                        | Spieler               | Team                  |
| ------------------------------------------------------------------- | --------------------- | --------------------- |
| Commissioner’s Trophy Bester Trainer                                | Paul Kelly            | Topeka Scarecrows     |
| Most Valuable Player Bester Spieler der regulären Saison            | Joe Burton            | Oklahoma City Blazers |
| Playoff Most Valuable Player Bester Spieler der Playoffs            | Rod Branch            | Oklahoma City Blazers |
| Rookie of the Year Bester Rookie der regulären Saison               | Derek Reynolds        | Huntsville Tornado    |
| Most Outstanding Defenseman Bester Verteidiger der regulären Saison | Derek Landmesser      | Memphis RiverKings    |
| Most Outstanding Goaltender Bester Torhüter der regulären Saison    | Brant Nicklin         | Oklahoma City Blazers |
| Ken McKenzie Trophy Bester Scorer der regulären Saison              | Yvan Corbin           | Indianapolis Ice      |
| Community Service Award Besonderes Engagement für die Gesellschaft  | Andy Powers           | Columbus Cottonmouths |
| Ray Miron Cup Gewinner der Central-Hockey-League-Playoffs           | Oklahoma City Blazers | Oklahoma City Blazers |
| Adams Cup Bestes Team der regulären Saison                          | Oklahoma City Blazers | Oklahoma City Blazers |